# Andiperlodes holdgatei
Andiperlodes holdgatei is een steenvlieg uit de familie Gripopterygidae. De wetenschappelijke naam van de soort is voor het eerst geldig gepubliceerd in 1963 door Illies.